# Tournoi d'ouverture du championnat d'Argentine de football 2009
Navigation
Tournoi précédent Tournoi suivant
Le tournoi d'ouverture de la saison 2009 du Championnat d'Argentine de football est le premier tournoi semestriel de la 80e édition du championnat de première division en Argentine. Les vingt équipes sont regroupées au sein d'une poule unique où elles affrontent une fois chacun de leurs adversaires. Il n'y a ni promotion, ni relégation à l'issue de ce tournoi.
C'est le Banfield qui remporte le tournoi après avoir terminé en tête du classement final, avec deux points d'avance sur Newell's Old Boys (Rosario) et sept sur un trio composé du Colón (Santa Fe), du Independiente et du tenant du titre, Vélez Sarsfield. C'est le tout premier titre de champion d'Argentine de l'histoire du club.

## Qualifications continentales
Un classement cumulé des tournois de l'année 2009 permet de désigner les cinq clubs engagés en Copa Libertadores : les deux vainqueurs des tournois semestriels puis les trois meilleures équipes non encore qualifiées au classement cumulé. De plus, Estudiantes (La Plata) obtient sa qualification automatique en tant que tenant du trophée.

## Les clubs participants
| \| Buenos Aires La Plata Rosario Santa Fe Mendoza Tucumán \| Villes représentées lors de la saison 2009-2010 |
| Buenos Aires La Plata Rosario Santa Fe Mendoza Tucumán                                                       |

- Arsenal
- Gimnasia y Esgrima (La Plata)
- Rosario Central
- Huracán
- Boca Juniors
- Banfield
- Colón (Santa Fe)
- Godoy Cruz (Mendoza)
- Independiente
- Lanús
- Newell's Old Boys (Rosario)
- Argentinos Juniors
- Racing Club
- San Lorenzo de Almagro
- Estudiantes (La Plata)
- Tigre
- River Plate
- Vélez Sársfield
- Atlético Tucumán - Promu de Primera B
- Chacarita Juniors - Promu de Primera B

## Compétition
Le barème utilisé pour établir le classement est le suivant :
- Victoire : 3 points
- Match nul : 1 point
- Défaite : 0 point

### Classement
| Rang | Équipe                        | Pts | J  | G  | N | P  | Bp | Bc | Diff |
| ---- | ----------------------------- | --- | -- | -- | - | -- | -- | -- | ---- |
| 1    | Banfield                      | 41  | 19 | 12 | 5 | 2  | 25 | 11 | +14  |
| 2    | Newell's Old Boys (Rosario)   | 39  | 19 | 12 | 3 | 4  | 26 | 15 | +11  |
| 3    | Colón (Santa Fe)              | 34  | 19 | 10 | 4 | 5  | 27 | 16 | +11  |
| 4    | Independiente                 | 34  | 19 | 10 | 4 | 5  | 30 | 20 | +10  |
| 5    | Vélez SarsfieldT              | 34  | 19 | 10 | 4 | 5  | 29 | 21 | +8   |
| 6    | Argentinos Juniors            | 32  | 19 | 8  | 8 | 3  | 29 | 20 | +9   |
| 7    | San Lorenzo de Almagro        | 32  | 19 | 9  | 5 | 5  | 28 | 20 | +8   |
| 8    | Estudiantes (La Plata)        | 31  | 19 | 9  | 4 | 6  | 28 | 19 | +9   |
| 9    | Lanús                         | 31  | 19 | 8  | 7 | 4  | 26 | 17 | +9   |
| 10   | Rosario Central               | 31  | 19 | 8  | 7 | 4  | 21 | 14 | +7   |
| 11   | Boca Juniors                  | 27  | 19 | 7  | 6 | 6  | 28 | 24 | +4   |
| 12   | Arsenal                       | 27  | 19 | 7  | 6 | 6  | 20 | 24 | -4   |
| 13   | Atlético TucumánP             | 22  | 19 | 6  | 4 | 9  | 24 | 32 | -8   |
| 14   | River Plate                   | 21  | 19 | 5  | 6 | 8  | 23 | 26 | -3   |
| 15   | Chacarita JuniorsP            | 19  | 19 | 5  | 4 | 10 | 18 | 25 | -7   |
| 16   | Racing Club                   | 17  | 19 | 4  | 5 | 10 | 17 | 26 | -9   |
| 17   | Godoy Cruz (Mendoza)          | 16  | 19 | 3  | 7 | 9  | 18 | 28 | -10  |
| 18   | Gimnasia y Esgrima (La Plata) | 13  | 19 | 3  | 4 | 12 | 16 | 29 | -13  |
| 19   | Huracán                       | 11  | 19 | 2  | 5 | 12 | 12 | 34 | -22  |
| 20   | Tigre                         | 8   | 19 | 2  | 2 | 15 | 18 | 42 | -24  |

|  | Qualification pour la Copa Libertadores 2010    |
|  | T : Tenant du titre P : Club promu de Primera B |

### Qualification pour la Copa Libertadores 2010
Un classement cumulé des deux derniers tournois disputés (Clôture 2009 et Ouverture 2009) permet de distribuer les cinq places attribuées à la fédération argentine. Les deux vainqueurs des tournois sont automatiquement qualifiés pour le premier tour tout comme le meilleur non-qualifié au classement cumulé tandis que les deuxièmes et troisièmes de ce classement doivent démarrer en tour préliminaire. Estudiantes (La Plata), en tant que tenant du titre, se qualifie automatiquement pour le premier tour.
| Rang | Équipe                        | Pts | J  | G  | N  | P  | Bp | Bc | Diff |
| ---- | ----------------------------- | --- | -- | -- | -- | -- | -- | -- | ---- |
| 1    | Vélez SarsfieldClo            | 74  | 38 | 21 | 11 | 6  | 58 | 34 | +24  |
| 2    | Lanús                         | 69  | 38 | 20 | 9  | 9  | 58 | 43 | +15  |
| 3    | Colón (Santa Fe)              | 68  | 38 | 20 | 8  | 10 | 56 | 35 | +21  |
| 4    | BanfieldOuv                   | 64  | 38 | 18 | 10 | 10 | 50 | 36 | +14  |
| 5    | Estudiantes (La Plata)C1      | 60  | 38 | 17 | 9  | 12 | 50 | 37 | +13  |
| 6    | Newell's Old Boys (Rosario)   | 60  | 38 | 16 | 12 | 10 | 47 | 37 | +10  |
| 7    | San Lorenzo de Almagro        | 56  | 38 | 16 | 8  | 14 | 55 | 46 | +9   |
| 8    | Rosario Central               | 56  | 38 | 15 | 11 | 12 | 44 | 35 | +9   |
| 9    | Independiente                 | 55  | 38 | 16 | 7  | 15 | 52 | 56 | -4   |
| 10   | Boca Juniors                  | 49  | 38 | 13 | 10 | 15 | 50 | 49 | +1   |
| 11   | Huracán                       | 49  | 38 | 14 | 7  | 17 | 47 | 53 | -6   |
| 12   | River Plate                   | 48  | 38 | 12 | 12 | 14 | 47 | 51 | -4   |
| 13   | Argentinos Juniors            | 47  | 38 | 10 | 17 | 11 | 48 | 52 | -4   |
| 14   | Racing Club                   | 47  | 38 | 12 | 11 | 15 | 40 | 47 | -7   |
| 15   | Arsenal                       | 45  | 38 | 11 | 12 | 15 | 39 | 54 | -15  |
| 16   | Godoy Cruz (Mendoza)          | 42  | 38 | 10 | 12 | 16 | 41 | 54 | -13  |
| 17   | Gimnasia y Esgrima (La Plata) | 41  | 38 | 10 | 11 | 17 | 39 | 50 | -11  |
| 18   | Tigre                         | 31  | 38 | 8  | 7  | 23 | 42 | 67 | -25  |
| 19   | Atlético Tucumán              | 22  | 19 | 6  | 4  | 9  | 24 | 32 | -8   |
| 20   | Chacarita Juniors             | 19  | 19 | 5  | 4  | 10 | 18 | 25 | -7   |

|  | Qualification directe pour la Copa Libertadores 2010                                                                               |
|  | Qualification pour le tour préliminaire de la Copa Libertadores 2010                                                               |
|  | Clo : Vainqueur du tournoi de Clôture 2009 Ouv : Vainqueur du tournoi d'Ouverture 2009 C1 : Vainqueur de la Copa Libertadores 2009 |

## Bilan de la saison
| Championnat d'Argentine de football 2009   |                                                                         |
| Champion                                   | Banfield (1er titre)                                                    |
| Coupes et trophées                         |                                                                         |
| Vainqueur de la Coupe d'Argentine 2009     | Non disputée                                                            |
| Qualifications continentales               |                                                                         |
| Copa Libertadores 2010                     | Estudiantes (La Plata) (tenant du titre) Banfield Lanús Vélez Sarsfield |
| Copa Libertadores 2010 (tour préliminaire) | Colón (Santa Fe) Newell's Old Boys (Rosario)                            |
| Promotions et relégations                  |                                                                         |
| Promus en Primera Division                 | Aucun                                                                   |
| Relégués en Primera B Nacional             | Aucun                                                                   |